# Gruppo islamico combattente marocchino
Il Gruppo islamico combattente marocchino (Groupe Islamique Combattant Marocain - GICM) è stato un gruppo terroristico. Come altri gruppi maghrebini trae origine nella guerriglia afghana degli anni ottanta.
Il GICM è stato associato con vari attacchi terroristici. Tra questi vi sono:
- gli attacchi a Casablanca del maggio 2003, in cui sono morte 45 persone, di cui 12 attentatori suicidi;[1]
- gli attentati dell'11 marzo 2004 a Madrid (tra cui la stazione di Atocha), con 191 vittime e circa 2000 feriti;
- gli attacchi a Casablanca del marzo-aprile 2007, con 1 morto e 4 feriti.

Il gruppo è stato responsabile della progettazione di attentati, dei quali almeno uno fallito per la scorretta preparazione dell'esplosivo a base di fertilizzante utilizzato nella realizzazione.
Il GICM era considerato tra i sostenitori di al-Qāʿida nella regione nordafricana.
Il gruppo sarebbe stato sciolto nel 2007.